# Haimbachia proalbivenalis
Haimbachia proalbivenalis là một loài bướm đêm trong họ Crambidae.